# Chad Barrett
Chad Randall Barrett (ur. 30 kwietnia 1985 w San Diego) – amerykański piłkarz występujący na pozycji napastnika.

## Życiorys

### Kariera klubowa
Barrett karierę rozpoczynał w 2003 roku w zespole UCLA Bruins z uczelni Uniwersytet Kalifornijski w Los Angeles. W 2005 roku poprzez MLS SuperDraft trafił do Chicago Fire z MLS. W tych rozgrywkach zadebiutował 3 kwietnia 2005 w przegranym 1:2 pojedynku z FC Dallas. 29 maja 2005 w wygranym 3:0 spotkaniu z Realem Salt Lake strzelił pierwszego gola w MLS. W Chicago Fire spędził 3 lata.
W 2008 roku Barrett odszedł do kanadyjskiego Toronto FC (MLS) w zamian za Briana McBride'a. Pierwszy ligowy mecz zaliczył tam 4 sierpnia 2008 przeciwko FC Dallas (0:2). W 2009 roku zdobył z zespołem mistrzostwo Kanady, a w MLS zajął z nim 12. miejsce. Rok później ponownie zdobył z klubem mistrzostwo Kanady, a w MLS uplasował się z nim na 11. pozycji.
W 2011 roku podpisał kontrakt z Los Angeles Galaxy, także występującym w MLS. W 2012 roku był wypożyczony do Vålerenga Fotball. W 2013 roku został zawodnikiem New England Revolution. W latach 2014–2015 grał w Seattle Sounders FC. W 2016 trafił do San Jose Earthquakes.
W 2017 był zawodnikiem Real Salt Lake.

### Kariera reprezentacyjna
W 2005 roku Barrett wraz z kadrą Stanów Zjednoczonych U-20 wziął udział w Mistrzostwach Świata U-20, które zespół USA zakończył na 1/8 finału.
W pierwszej reprezentacji Stanów Zjednoczonych Barrett zadebiutował 22 czerwca 2008 w wygranym 1:0 meczu eliminacji Mistrzostw Świata 2010 z Barbadosem.